# Soundview
Soundview è il primo disco CD+DVD di Raf, registrato durante l'esibizione al Forum di Assago nel febbraio 2009 durante il Metamorfosi Tour 2009.

## Tracce

### CD
1. Per tutto il tempo (inedito) – 4:04 (Raf, Gianfranco Grottoli, Andrea Vaschetti)
2. Iperbole – 5:47 (Raf)
3. In tutti i miei giorni – 4:43 (Raf)
4. Due – 4:50 (Cheope, Raf)
5. Via – 4:04 (Raf)
6. Giù le mani dal cuore – 4:00 (Raf)
7. Sei la più bella del mondo – 4:21 (Raf)
8. È quasi l'alba – 3:14 (Raf)
9. Ossigeno – 4:30 (Raf)
10. Metamorfosi – 4:30 (Raf, Gabriella Labate)
11. Lacrime e fragole – 3:56 (Raf, Cesare Chiodo, Pacifico)
12. Dimentica – 4:44 (Raf, Saverio Grandi)
13. Un grande salto/Gente di mare/Cosa resterà degli anni '80 (medley) – 8:41
14. Non è mai un errore – 4:26 (Raf, Saverio Grandi, Pacifico)
15. Infinito – 5:15 (Raf)
16. Il battito animale – 6:06 (Raf)

### DVD
1. Iperbole
2. In tutti i miei giorni
3. Due
4. Il mondo coi tuoi occhi
5. Via
6. Giù le mani dal cuore
7. Sei la più bella del mondo
8. È quasi l'alba
9. Ossigeno
10. Metamorfosi
11. Il nodo
12. Lacrime e fragole
13. Dimentica
14. La danza della pioggia
15. Inevitabile follia/Un grande salto/Acqua/Il re/Gente di mare/Cosa resterà degli anni '80 (medley)
16. Mondi paralleli
17. Non è mai un errore
18. Ballo
19. Self Control
20. Ti pretendo
21. Salta più alto
22. Infinito
23. Siamo soli nell'immenso vuoto che c'è
24. Il battito animale
25. Nei silenzi